# Peyerimhoffia sepei
Peyerimhoffia sepei är en tvåvingeart som beskrevs av Heikki Hippa och Pekka Vilkamaa 2005. Peyerimhoffia sepei ingår i släktet Peyerimhoffia, och familjen sorgmyggor. Arten är reproducerande i Sverige.